# Фуфыгин, Пётр Михайлович
Пётр Миха́йлович Фуфы́гин (26 июня 1900, Юрино, Васильсурский уезд, Нижегородская губерния, Российская империя — 9 января 1980, Юрино, Марийская АССР, РСФСР, СССР) — советский государственный, партийный, административный и хозяйственный деятель. Председатель Йошкар-Олинского городского Совета (1938—1939). Участник Гражданской войны в России (1919–1922). Член ВКП(б).

## Биография
Родился 26 июня 1900 года в п. Юрино ныне Юринского района Марий Эл.  
В 1917 году окончил высшее начальное училище.
В 1919—1922 годах участвовал в Гражданской войне в России.
С 1927 года находился на руководящих должностях в профсоюзах и хозяйственных организациях Марийской автономной области.
В 1938—1939 годах — председатель Йошкар-Олинского городского Совета.
В 1939—1942 годах – начальник Управления автотранспорта Марийской АССР.
С 1942 года — на партийных и хозяйственных должностях в Юринском районе Марийской АССР.
В 1938—1947 годах избирался депутатом Верховного Совета Марийской АССР I созыва.
Скончался 9 января 1980 года в п. Юрино Марийской АССР.

## Награды
- Медаль «За доблестный труд. В ознаменование 100-летия со дня рождения Владимира Ильича Ленина» (1970)